# João Câmara (pintor)
João Câmara Filho (João Pessoa, 12 de janeiro de 1944) é um pintor, desenhista, gravurista, professor e crítico de arte brasileiro. Atualmente, reside e trabalha em Olinda, Pernambuco.
Premiado nacional e internacionalmente, admirado por críticos como Ferreira Gullar e Frederico Morais, já participou de dezenas de salões de arte, bienais e realizou diversas exposições individuais pelo país e no exterior.
A maior parte da sua obra é composta de pinturas mas tem um trabalho significativo em litografia.
João Câmara tem uma obra pontuada por séries temáticas. A primeira e mais conhecida é Cenas da Vida Brasileira, tratando da vida política brasileira de 1930-1954 (dez painéis e cem litografias), desenvolvida entre 1974 e 1976. Outra série importante é Dez Casos de Amor e uma Pintura de Câmara (um caderno de fontes com diversas litografias, um tríptico, 10 pinturas, 70 gravuras, 22 montagens e 3 objetos), iniciada em 1977 e concluída em 1983. Sua série mais recente é Duas Cidades (38 pinturas e 18 objetos) desenvolvida entre 1987 e 2001.
Mais informações sobre João Câmara e sua obra podem ser encontradas no site do artista.

## Bibliografia sobre o artista

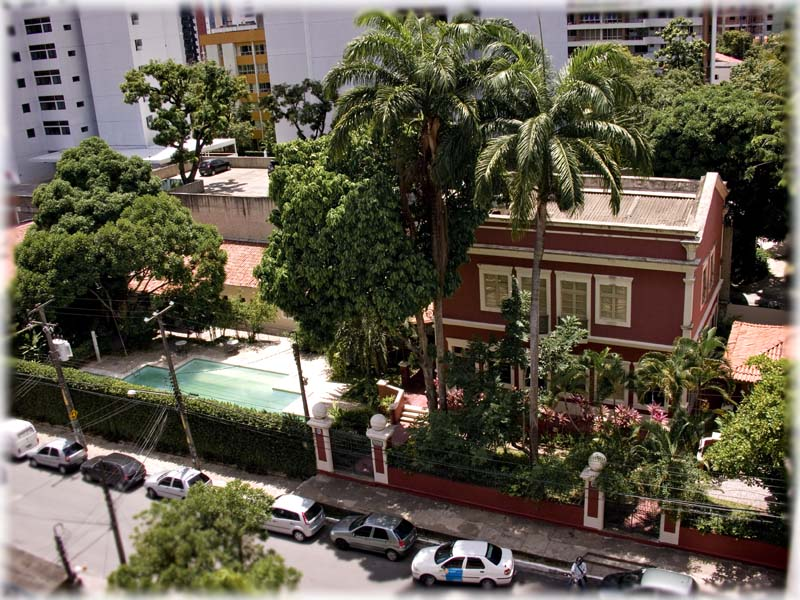
Reserva Técnica de João Câmara no bairro das Graças, Recife.